# Aranarth
Aranarth, que significa «rey noble» en la lengua sindarin, es un personaje ficticio que pertenece al legendarium del escritor británico J. R. R. Tolkien y cuya historia es narrada en los apéndices de la novela El Señor de los Anillos. Es un dúnadan, hijo de Fíriel y Arvedui, el último rey de Arthedain. Nació en el año 1938 de la Tercera Edad del Sol y fue el primero de los capitanes de los dúnedain del Norte. 

## Historia
Cuando Aranarth todavía era joven, el Rey Brujo de Angmar destruyó el reino de Arthedain, invadiendo Fornost. La mayoría de sus habitantes, incluyendo a Aranarth, huyeron a Lindon, pero el rey Arvedui fue a la bahía de hielo de Forochel. A pedido de Aranarth, Círdan envió un barco de rescate a Arvedui, pero nunca regresó. Más tarde se supo que el barco se había hundido con Arvedui y con las Palantíri de Annúminas y de Amon Sûl a bordo. Por derecho, Aranarth se convirtió así en Rey de Arnor.
Aranarth acudió entonces con los ejércitos de Gondor, Lindon e Imladris a la destrucción de Angmar y tras ello decidió no tomar el título, pues su reino había sido destruido. 
El pueblo de Aranarth comenzó a ser conocido como los Montaraces del Norte y él fue el primero de sus capitanes. Con el tiempo, sus orígenes fueron generalmente olvidados por el pueblo de Arnor. 
El hijo de Aranarth, Arahael, nació en Rivendel, y a partir de entonces fueron criados allí todos los hijos de los capitanes. Además, también a todos se les dio un nombre con el prefijo "Ar(a)" (rey en sindarin), como significativo de que por derecho serían reyes de Arnor. Arahael sucedió a su padre tras su muerte en el año 2106 T.E.